# Auguste de Grasse-Tilly
Alexandre François Auguste, conde de Grasse, marqués de Tilly (1765- 10 de junio de 1845) fue hijo del almirante francés François Joseph Paul de Grasse. Es conocido sobre todo por el papel central que desempeñó en el desarrollo de la masonería, gracias a la importación que hizo en Europa continental del rito masónico denominado Rito Escocés Antiguo y Aceptado.

## Biografía
Hijo del almirante de Grasse, el cual había participado activamente en la guerra de Independencia de los Estados Unidos, Auguste de Grasse-Tilly fue iniciado en 1783 en la logia Saint Jean d'Écosse du Contrat social. Militar de carrera, se trasladó en 1789 a Haití, entonces colonia francesa de la isla de Santo Domingo, para tomar posesión de una plantación heredada de su padre. A causa de una revuelta de los esclavos de la  isla, tuvo que refugiarse en los Estados Unidos, donde recibió diferentes apoyos, gracias al buen recuerdo que había de su padre en dicho país.
El 24 de julio de 1796, fundó en Charleston, con ayuda de su suegro Jean-Baptiste Delahogue, la logia « La Candeur ». Esta logia se incorporó el 2 de febrero de 1798 a la Grand Lodge of Free and Accepted Masons of South Carolina. En 1799 abandonó  dicha logia para crear una nueva, denominada « La Réunion française », bajo la égida de la Grand Lodge of South Carolina, Ancient York Masons, que era una escisión de la « Grande Loge des Anciens ».
Habiendo sido nombrado, el 21 de febrero de 1802 gran inspector general y gran comendador de las Antillas francesas del Rito Escocés Antiguo y Aceptado que acababa de constituirse en Charleston, regresó a París en 1804 donde fundó el Supremo Consejo para el Grado 33 en Francia.
En 1807, se incorporó al ejército napoleónico como jefe de escuadrón en Verona, para luego ser destinado a Vich como ayudante de campo del general Joseph Souham. En 1810, desempeña el mismo cargo en Gerona junto al mariscal Augerau, duque de Castiglione.
Aprovechó sus sucesivos destinos militares para proseguir en su trabajo de expansión del rito masónico escocés. Así en 1805 funda un Supremo Consejo en Milán y en 1809, en Nápoles, constituye el Supremo Consejo del Reino de las Dos Sicilias.
El 4 de julio de 1811 crea el Supremo Consejo del Grado 33 en España con jurisdicción en el reino de España y sus colonias de América y Asia.
En 1812 fue hecho prisionero por los ingleses que le trasladaron a Inglaterra, en donde estuvo cautivo hasta la caída de Napoleón en 1814. 
La restauración de la monarquía en Francia supuso para el conde de Grasse-Tilly graves dificultades económicas al ser licenciada, en 1816, la Guardia Real a la que pertenecía.
Los últimos años de su vida transcurrieron en medio de una situación de extremada pobreza y abandono.
Tras ser ingresado en el Real Hospital de los Inválidos,  acabó sus días el 10 de junio de 1845, a causa de una neumonía.